# Orhan Gencebay
Orhan Gencebay, właśc. Orhan Kencebay (ur. 4 sierpnia 1944 w Samsunie) – turecki piosenkarz, muzyk, aktor, reżyser i producent.

## Życiorys
Pochodził z rodziny o korzeniach tatarskich i bałkańskich. W wieku 6 lat rozpoczął naukę gry na skrzypcach i mandolinie pod kierunkiem Emila Tarakciego. Rok później zaczął grać na bağlamie, na którym też komponował pierwsze swoje utwory. W czasie nauki w liceum występował w zespołach, grających turecką muzykę ludową. W wieku 16 lat zaczął uczyć się gry na saksofonie tenorowym. W czasie służby wojskowej grał na saksofonie w wojskowym zespole muzycznym. Przez cztery lata studiował w Konserwatorium Stambulskim.
Pod koniec lat 60. występował z najlepszymi tureckimi muzykami, grającymi muzykę ludową, w tym z Arifem Sağiem i czołówką piosenkarzy, takich jak Muzaffer Akgün, Yıldız Tezcan i Nuri Sesigüzel. W 1969 wydał swoją pierwszą płytę Musalla Taşı. W 1972 założył studio nagraniowe Kervan Record Company przyciągając do niego grupę młodych muzyków (Erkin Koray, Ajda Pekkan, Muazzez Abaci). Był także cenionym aktorem filmowym. Wystąpił w 36 filmach, do 90 skomponował muzykę. W 2005 wystąpił w filmie dokumentalnym Fatiha Akina - Życie jest muzyką.
Był żonaty, po rozwodzie z piosenkarką Azize związał się z Sevim Emre, z którą ma syna Altana.

## Filmografia
- 1971: Bir Teselli Ver
- 1972: Sev Dedi Gözlerim
- 1973: Ben Doğarken Ölmüşüm
- 1974: Dertler Benim Olsun
- 1975: Batsın Bu Dünya
- 1975: Bir Araya Gelemeyiz
- 1976: Bıktım Her Gün Ölmekten
- 1976: Şoför
- 1982: Leyla İle Mecnun
- 1983: Zulüm
- 1983: Kahır
- 1984: Kaptan
- 1984: Dil Yarası
- 1984: Aşkım Günahımdır
- 1985: Doruk
- 1987: Cennet Gözlüm
- 1988: Küçüksün Yavrum
- 1989: Kan Çiçeği
- 1990: Utan

## Dyskografia (wybór)
- 1969: Musalla Taşı
- 1971: Batsın Bu Dünya
- 1980: Ben Topraktan Bir Canım
- 1985: Beni Biraz Anlasaydın
- 1987: Akma Gözlerimden
- 1990: Utan - Dokunma
- 1993: Hayat Devam Ediyor
- 1994: Yalnız Değilsin
- 1995: Gönül Dostu
- 1996: Kiralık Dünya
- 1998: Orhan Gencebay Klasikleri
- 1999: Cevap Ver
- 2004: Yürekten Olsun
- 2006: Yargısız İnfaz
- 2010: Berhudar Ol
- 2012: Orhan Gencebay ile Bir Ömür
- 2013: Bedensiz Aşk